# Genevieve Buechner
Genevieve Sterling Buechner (Edmonton, 10 november 1991) is een Canadese actrice.

## Biografie
Buechner werd geboren op 10 november 1991 in het Canadese Edmonton (Alberta) als dochter van alleenstaande moeder Tea Buechner. Wanneer het gezin naar Vancouver was verhuisd volgde ze een acteercursus bij het Vancouver Youth Theatre en ging ze mee op tournee met het gezelschap.
Op 10-jarige leeftijd kreeg ze de hoofdrol in de film Saint Monica. In 2005 speelde ze de dochter van Brooke Shields in de film Bob the Butler, een jaar later gevolgd door een rol in de Canadese dramafilm Mount Pleasant. Op televisie had ze opvallende terugkerende rollen in de televisieseries Caprica, The 100 en UnREAL.
In 2023 sprak Buechner de stem in van Ashley Graham en verzorgde ze de gezichtsuitdrukkingen in de videogame Resident Evil 4.
In een interview met AfterEllen uit 2018 onthulde Buechner dat ze biseksueel is.